# Antocha picturata
Antocha picturata là một loài ruồi trong họ Limoniidae. Chúng phân bố ở miền Cổ bắc.